# Budmerice
Budmerice é um município da Eslováquia, situado no distrito de Pezinok, na região de Bratislava. Tem 30,08 km² de área e sua população em 2019 foi estimada em 2406 habitantes.

## Demografia
| Ano:        | 1994 | 2004    | 2014    | 2024   |
| ----------- | ---- | ------- | ------- | ------ |
| Broj ljudi: | 1866 | 2095    | 2356    | 2494   |
| Razlika:    |      | +12,27% | +12,45% | +5,85% |

| Ano:               | 2023 | 2024   |
| ------------------ | ---- | ------ |
| Número de pessoas: | 2483 | 2494   |
| Diferença:         |      | +0,44% |